# Francisco Pistilli
Francisco Javier Pistilli Scorzara (ur. 26 maja 1965 w Asunción) – paragwajski duchowny katolicki, biskup Encarnación od 2014.

## Życiorys
Święcenia kapłańskie otrzymał 10 maja 1997. Jest członkiem Ruchu Szensztackiego. Pracował początkowo jako wikariusz w Luque oraz jako opiekun młodzieży męskiej przy sanktuarium w Asunción. W latach 2004–2011 kierował nowicjatem ruchu, a w kolejnych latach był przełożonym regionalnym.
15 listopada 2014 papież Franciszek mianował go biskupem ordynariuszem diecezji Encarnación. Sakry biskupiej udzielił mu 20 grudnia 2014 biskup Claudio Giménez.